# Fredericus en Odulfuskerk
De Fredericus en Odulfuskerk is een kerkgebouw van de Oudkatholieke Kerk aan de Zoeterwoudsesingel 49 (hoek Cronesteinkade) in de Nederlandse stad Leiden. Het gebouw is aangemerkt als rijksmonument. 

## Geschiedenis
De zaalkerk in chaletstijl met zadeldak en dakruiter is in 1926 gebouwd naar een ontwerp van architect Bernard Buurman en van binnen volledig voorzien van muurschilderingen in de Keimse waterglastechniek door Chris Lebeau.
De eerste steen werd op 23 september 1925 gelegd en op 3 mei 1926 werd de kerk ingewijd door de aartsbisschop van Utrecht, monseigneur F. Kemmink. 
Het gebouw was de opvolger van de schuilkerk aan de Hooigracht, die sinds 1694 dienst had gedaan. In 1926 werd deze kerk buiten gebruik gesteld en gesloopt voor uitbreiding van het Sint Elisabethziekenhuis. Het kerkinterieur met altaar is overgebracht naar Museum De Lakenhal waar het permanent tentoongesteld staat.
De kerk is genoemd naar Fredericus en Odulfus, twee heiligen die leefden in de 9e eeuw. Beiden werden begraven in de Sint Salvatorkerk in Utrecht (ook Oud-Munsterkerk genoemd). Bij de sloop van die kerk in 1589 konden de relieken van beide heiligen veilig worden gesteld. Later werden ze overgebracht naar Leiden. De reliekborstbeelden werden wegens ernstig geldgebrek in de 19e eeuw door de Leidse parochie verkocht. Dat van Fredericus staat nu in het Rijksmuseum Amsterdam.
Het tweeklaviers kistorgel van de kerk is in 1979 gebouwd door de firma Fama & Raadgever te Utrecht voor een particulier in Friesland. In 1991 werd het aangekocht voor de Fredericus en Odulfuskerk.

## Muurschilderingen
Lebeau kreeg in eerste instantie alleen opdracht voor de beschildering van de altaarnis. Deze frescoschildering van een grote staande Christus was gereed bij de inwijding van de kerk. Wegens vochtproblemen werd de schildering na korte tijd weer verwijderd. Ook het oorspronkelijk roosvenster boven de altaarnis werd verwijderd, want behalve dat het de vochtproblemen veroorzaakte, had Lebeau ook last van het hierdoor invallende licht. Pas in april 1928 begon Lebeau opnieuw aan zijn schilderwerk. Naast de beschildering van de altaarnis had hij inmiddels ook opdracht gekregen voor de overige wanden van de kerk. De staande figuur verving hij door een zittende Christus. Op de westelijke wand plaatste hij de vier evangelisten en op de oostelijke wand verbeeldde hij geloof, hoop en liefde. Lebeau beschouwde zichzelf als een religieuze anarchocommunist en heeft voor zijn werk de bijbel naar eigen inzicht geïnterpreteerd. In de schilderingen zijn sporen te vinden van zijn politieke voorkeur, onder meer in portretten van Gandhi, Lenin en Sacco en Vanzetti. Lebeau heeft vooral realistische figuren afgebeeld, die ontleend zijn aan het dagelijks leven en neutraal gekleed gaan in de toenmalige mode.

## Muurschilderingen en glas-in-loodramen door Chris Lebeau

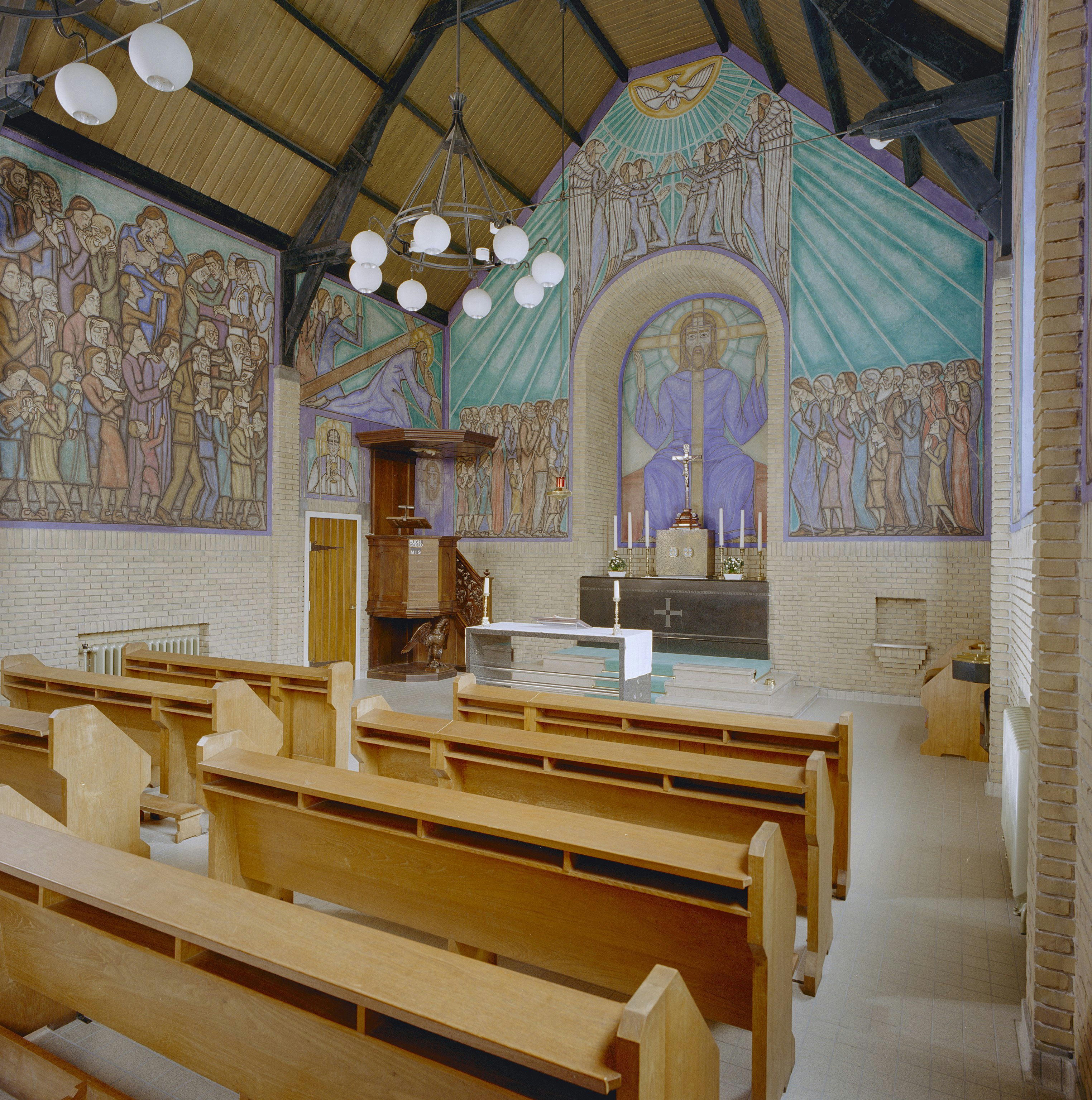
Overzicht interieur
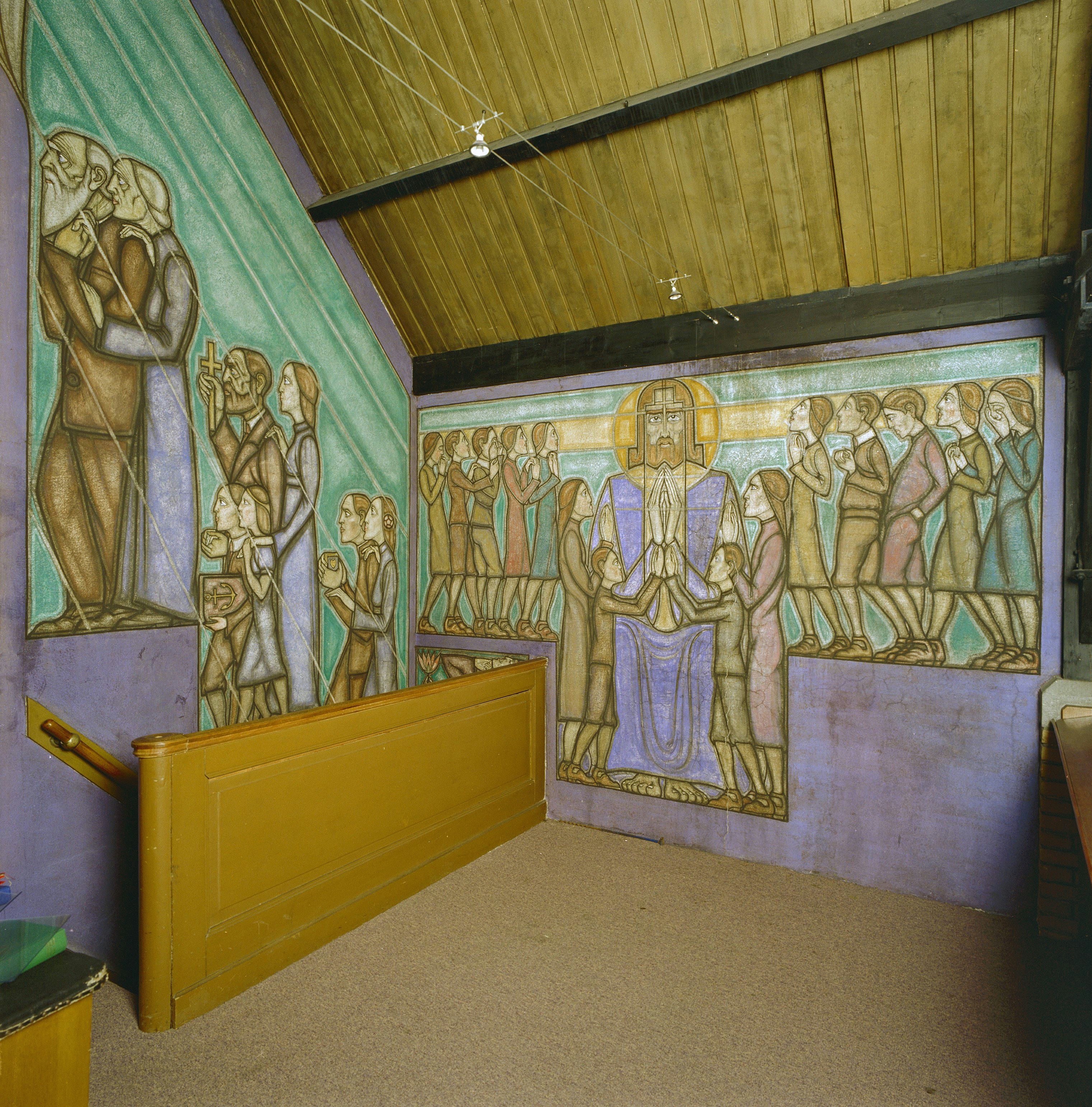
Muurschildering
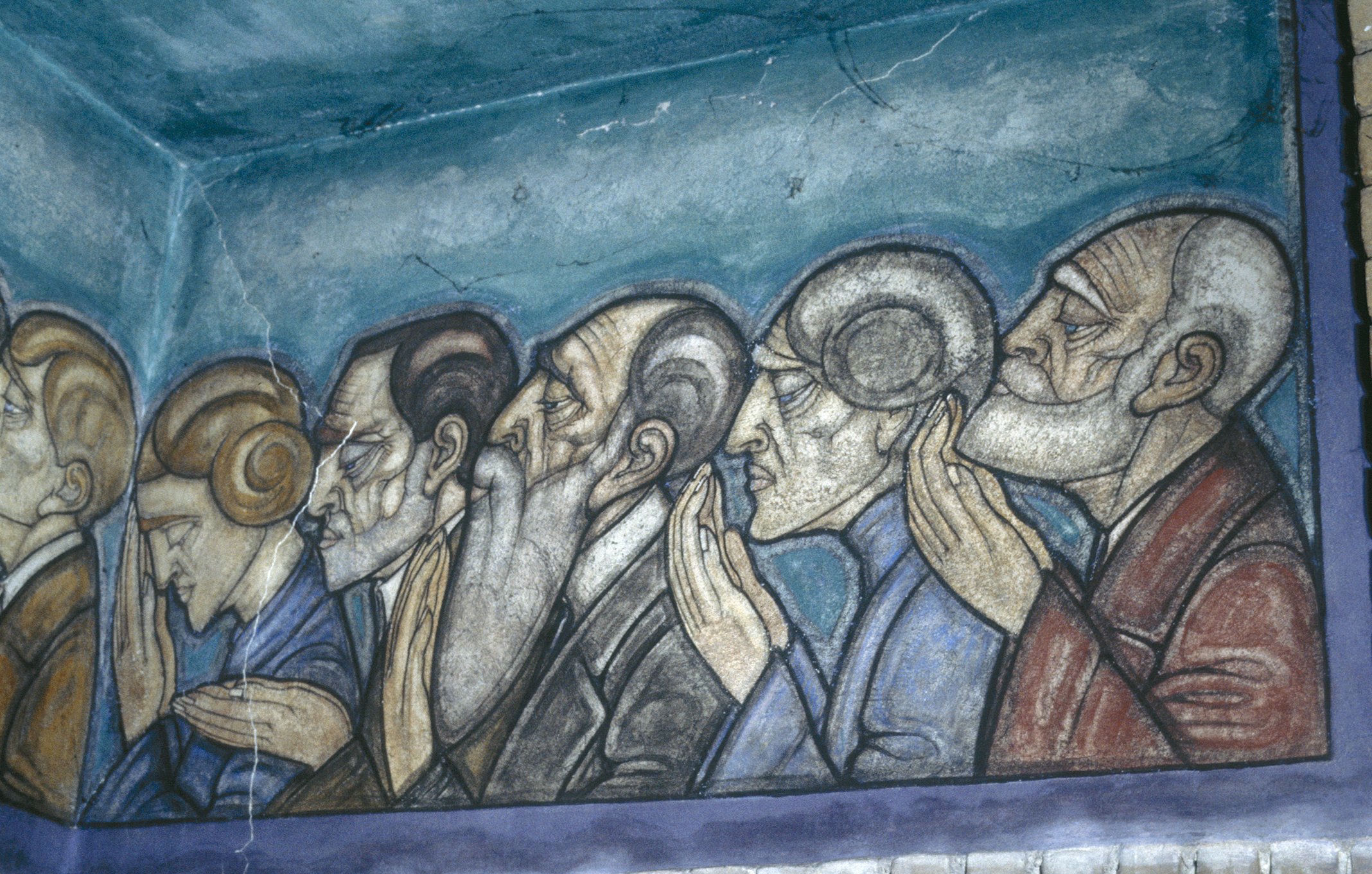
Muurschildering
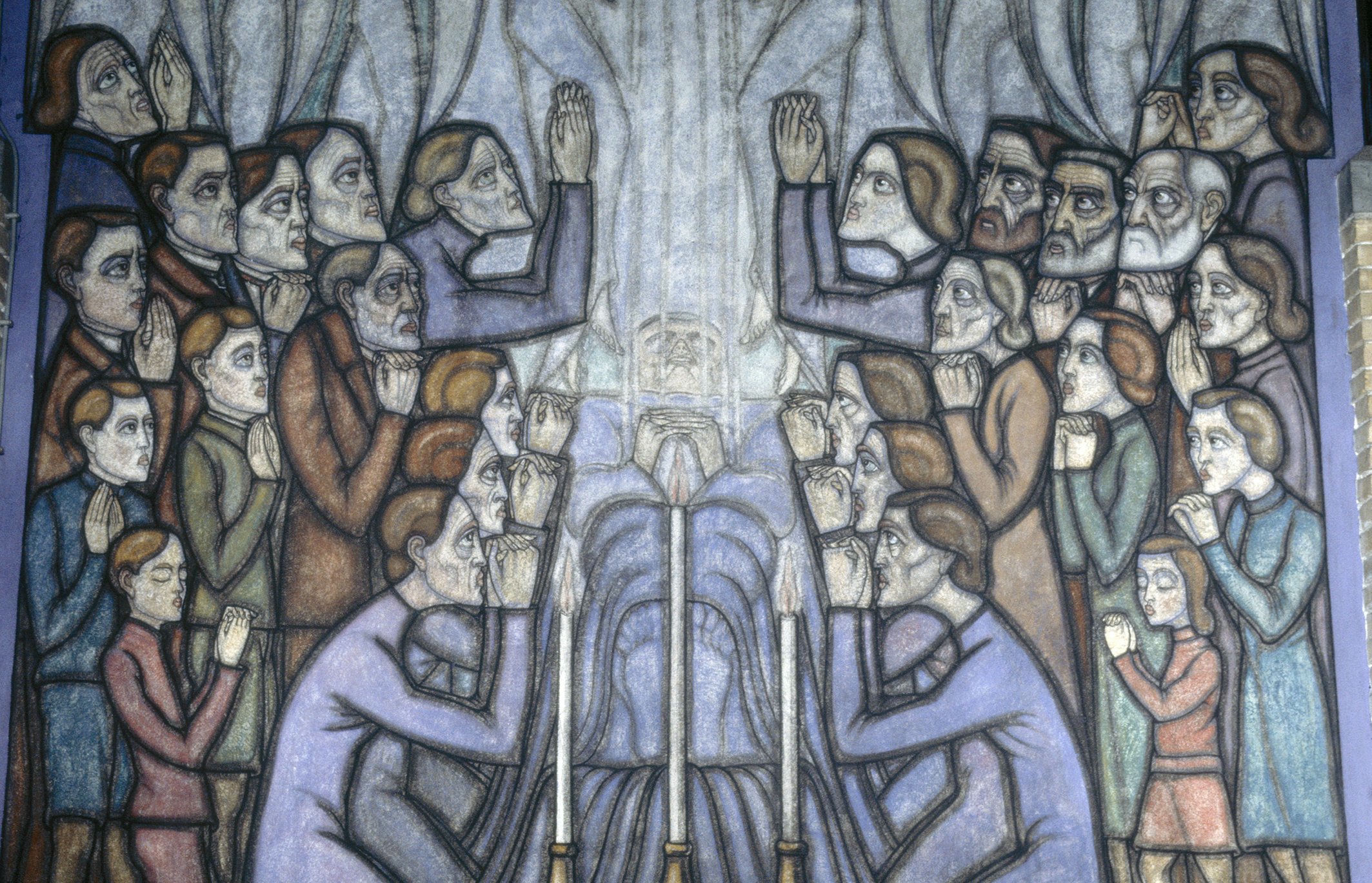
Muurschildering
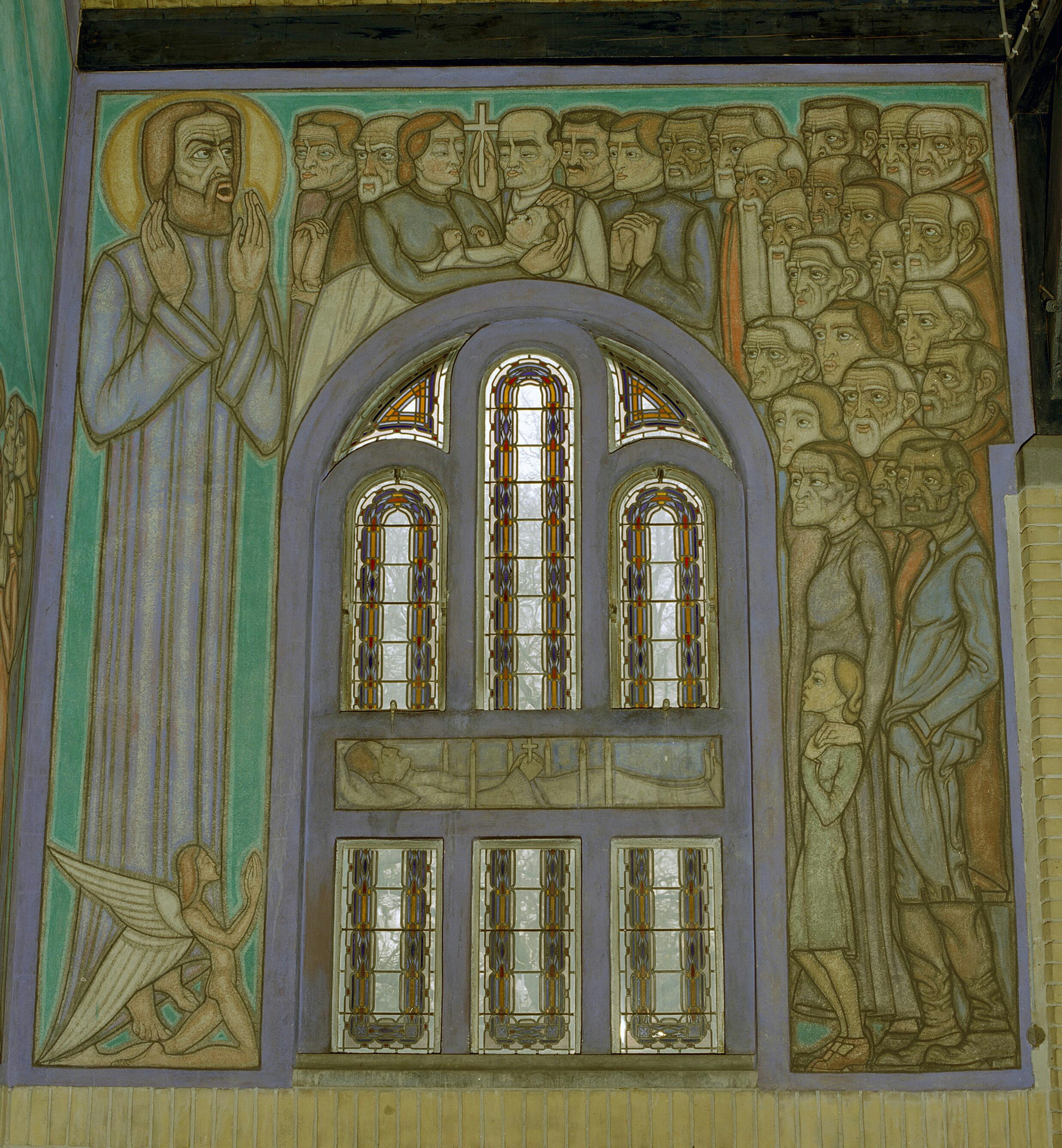
Evangelist Mattheus
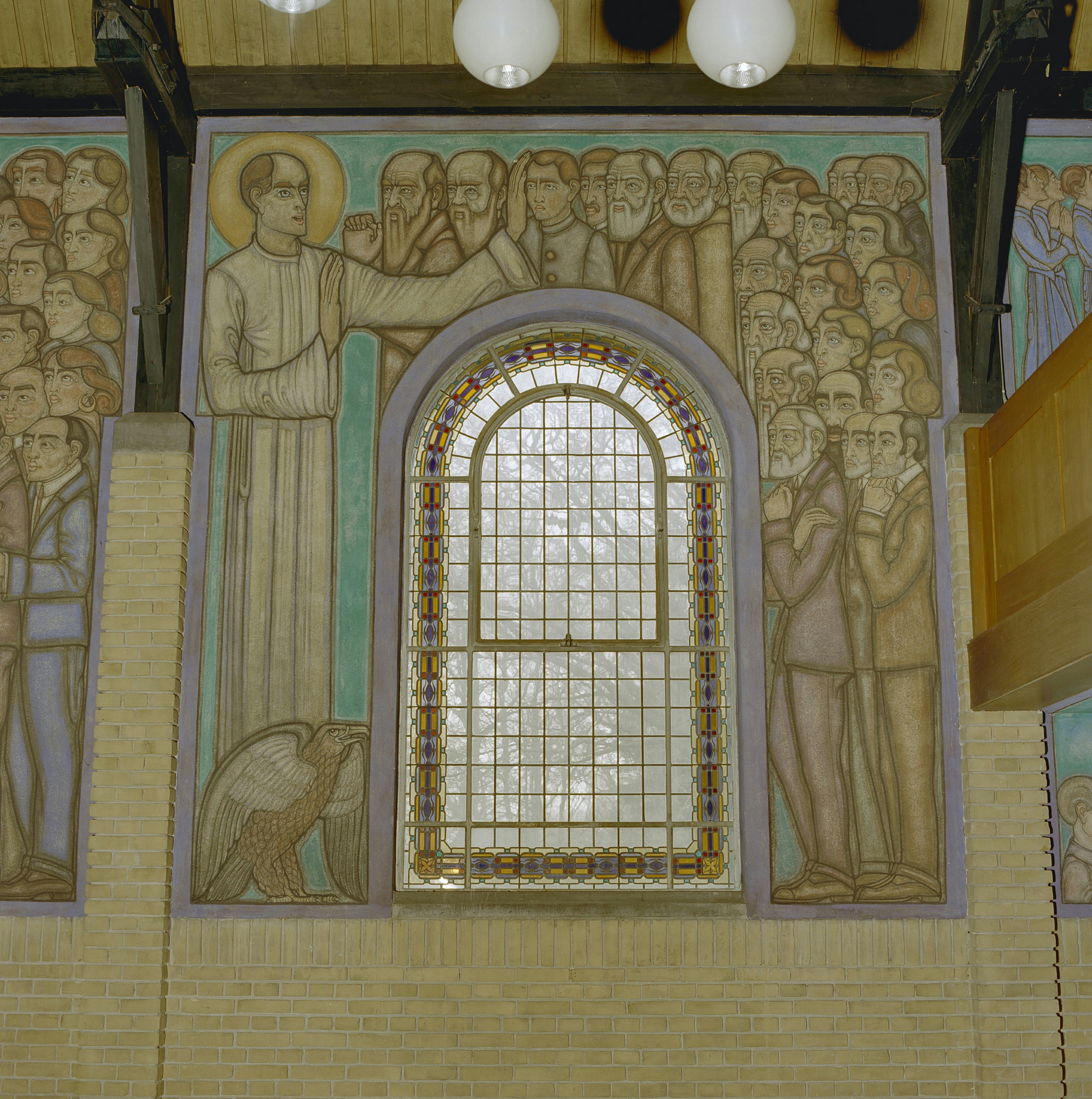
Evangelist Johannes